# Дандас, Джеймс Уитли Динс
Сэр Джеймс Уитли Динс Дандас (англ. James Whitley Deans Dundas; 4 декабря 1785 — 3 октября 1862) — британский морской начальник, участник Крымской войны, полный адмирал (8 декабря 1857).

## Биография
Участвовал в блокаде Александра (1800), в защите Штральзунда и взятии Копенгагена (1807).
В 1841 году и с 1846 года был лордом адмиралтейства,
В 1851 году назначен главнокомандующим английского флота в Средиземном море.
Во время Восточной войны командовал вместе с французским адмиралом Гамеленом союзным флотом и бомбардировал Одессу (апрель 1854 года), без успеха. Командовал бомбардировкой Севастополя с моря в октябре 1854 года. В декабре 1854 года он сложил с себя главное начальство.
Произведен в полные адмиралы 8 декабря 1857 года,  он умер в Веймуте в Дорсете 3 октября 1862. 

## Награды
- кавалер турецкого ордена Меджидие 1-й степени (15 мая 1855 года);
- рыцарь Большого креста британского ордена Бани (5 июля 1855 года);
- кавалер Большого креста французского ордена Почётного легиона (30 апреля 1857 года).